# 大和長岡
大和 長岡（やまと の ながおか）は、奈良時代の貴族・明法家。初名は小東人。姓は忌寸のち宿禰。官位は正四位下・大和国造。

## 経歴
若い頃から刑名の学を好み、文章作成を得意とした。霊亀2年（716年）遣唐使に請益生として随行し入唐する。それまで疑問とされていた事項について在唐中に多く解明したとされ、帰国後は法律を論じる者は長岡に付き従い教えを請うたという。養老6年（722年）『養老令』撰定の功労により功田4町を与えられた（この時の位階は従六位上）。
天平9年（737年）神の宣託があったとして、一族の水守と共に宿禰姓を賜与され、他の同族は連姓に改姓した。また同時に正六位上から外従五位下に昇叙の上、絁20疋を与えされた。天平10年（738年）刑部少輔に任ぜられる。天平13年（741年）藤原広嗣の乱に連座して流罪となるが、のち赦されたらしく、天平16年（744年）西海道巡察使次官、天平18年（746年）摂津亮を経て、天平19年（747年）には従五位下に叙せられている。
孝謙朝から淳仁朝にかけて、天平勝宝2年（750年）従五位上、天平勝宝3年（751年）正五位下、天平勝宝9歳（757年）正五位上、天平宝字7年（763年）従四位下と順調に昇進し、駿河守・紫微大忠・民部大輔・左京大夫・河内守を務める。しかし、地方官としては政治に仁恵がなく、部下の官人や人民はこれを患えたという。天平宝字8年（764年）右京大夫に任ぜられるが、老齢のため致仕。
神護景雲2年（768年）賀正の宴において称徳天皇の詔により特に昇殿を許されるが、鬢髪は豊かで所作も作法を違わなかったことから、天皇に年齢を問われ、80歳になったと答えると、天皇は久しく感嘆して自ら位記を書き正四位下に昇叙した。翌神護景雲3年（769年）10月29日卒去。享年81。最終官位は大和国造正四位下。
神護景雲3年（769年）制定され、延暦10年（791年）施行された刪定律令24条の撰者の一人として、吉備真備と共にその名が挙がっている。

## 官歴
『続日本紀』による。
- 時期不詳：従七位上
- 養老6年（722年） 2月27日：功田4町
- 時期不詳：正六位上
- 天平9年（737年） 11月22日：忌寸から宿禰に改姓、外従五位下、賜絁20疋
- 天平10年（738年） 閏7月7日：刑部少輔
- 天平13年（741年） 正月22日：流罪（藤原広嗣の乱連座）
- 天平16年（744年） 9月15日：西海道巡察使次官
- 天平18年（746年） 4月：摂津亮
- 天平19年（747年） 正月20日：従五位下（内位）
- 天平21年（749年） 2月27日：摂津亮
- 天平勝宝2年（750年） 正月16日：従五位上
- 天平勝宝3年（751年） 正月25日：正五位下
- 天平勝宝5年（753年） 4月22日：駿河守
- 天平勝宝9歳（757年） 5月20日：正五位上。6月16日：紫微大忠。日付不詳：小東人から長岡に改名
- 時期不詳：民部大輔
- 天平宝字3年（759年） 5月17日：左京大夫
- 天平宝字4年（760年） 日付不詳：河内守
- 天平宝字7年（763年） 正月9日：従四位下
- 天平宝字8年（764年）  日付不詳：右京大夫
- 神護景雲2年（768年） 正月1日：正四位下（越階）
- 神護景雲3年（769年） 10月29日：卒去（大和国造正四位下）